# Hàn Phạm (Đông Hán)
Hàn Phạm (tiếng Trung: 韓範; bính âm: Han Fan; ? - ?), không rõ tên tự, là quan viên dưới quyền quân phiệt Viên Thượng cuối thời Đông Hán trong lịch sử Trung Quốc.

## Cuộc đời
Cuối thời Hán, Hàn Phạm giữ chức Dịch Dương lệnh dưới quyền nhà họ Viên. Tháng 2 năm 204, Viên Thượng đem quân đánh Viên Đàm, lưu lại Tô Do, Thẩm Phối thủ Nghiệp. Lợi dụng cơ hội đó, Tào Tháo tiến đánh Hà Bắc, liên tiếp đánh bại Tô Do ở Hoàn Thủy, Doãn Khải ở Mao Thành, Thư Hộc ở Hàm Đam. Trước tình hình đó, Hàn Phạm trá hàng, nhưng thực chất giữ thành cố thủ, uy hiếp quân Tào.
Tháng 4 năm 204, Tào Tháo phái Từ Hoảng đến đánh Dịch Dương. Từ Hoảng nguy cấp, bèn viết thư khuyên Hàn Phạm đầu hàng. Phạm bị Hoảng thuyết phục, hoàn toàn quy thuận. Cùng thời điểm đó, Thiệp trưởng Lương Kỳ (梁岐) cũng đầu hàng. Phạm cùng Kỳ được Tào Tháo phong làm Quan nội hầu. Quân Tào không còn nỗi lo về đường vận lương, toàn lực tấn công Nghiệp Thành.

## Trong văn hóa
Hàn Phạm không xuất hiện trong tiểu thuyết Tam quốc diễn nghĩa của La Quán Trung.